# カナディアンフットボール
カナディアンフットボール（英語: Canadian Football）は、カナダで主に行われているフットボール。

## 概要
カナダにおいてはアイスホッケーやバスケットボールと共に人気スポーツとされ、単にフットボールとも呼ばれる。アメリカ合衆国にアメリカンフットボールのプロリーグとしてNFLがあるように、カナディアンフットボールのプロリーグとしてカナディアン・フットボール・リーグ（CFL）がある。
CFLは東西ディビジョンに分かれており、両ディビジョンの勝者が戦い、勝った優勝チームに送られるのが「グレイ・カップ」 (Grey Cup) （リーグ創設時のカナダ総督第4代グレイ伯爵アルバート・グレイにちなむ）である。

## ルール他

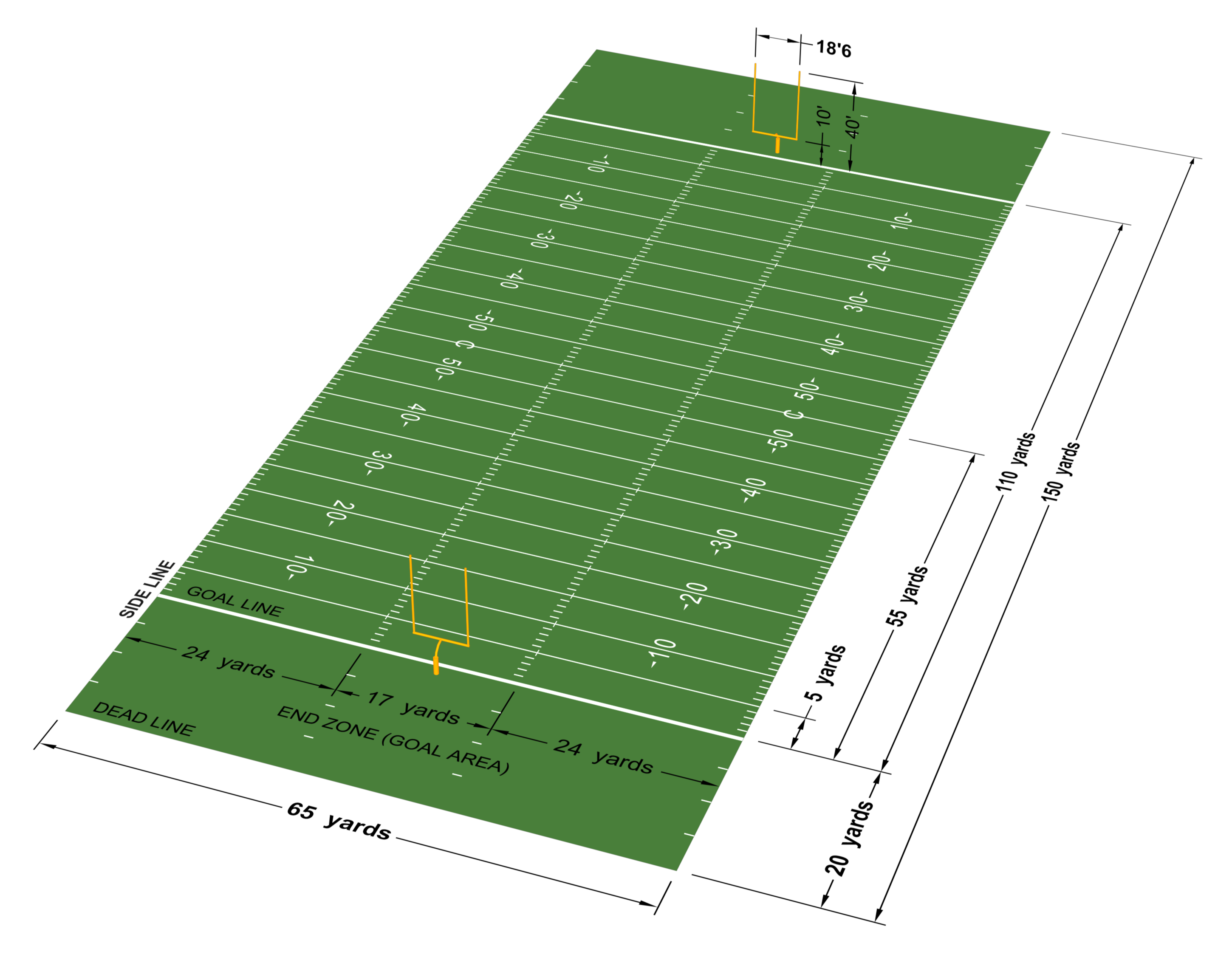
カナディアンフットボールのフィールド（ダイアグラム）

フィールドは、両ゴールラインの間が110ヤード（アメリカンフットボールでは100ヤード）、幅が65ヤード（アメフトでは53 1/3ヤード）、デッドラインとゴールラインの間が20ヤード（アメフトでは10ヤード）。ゴールポストはゴールライン上にある（アメフトではエンドライン上）。10ヤード進むのに3ダウン（アメフトでは4ダウン）まで許される。
以下にも、アメリカンフットボール｛かっこ内｝との主な相違点を列挙する。
- フィールド競技人数が12人｛11人｝。
- ルースボール（選手の手から離れ、どのチームも保持していないボール）をキックすることが出来る｛禁止｝。
- モーションは、クォーターバックを除くバックスの選手なら何人動いてもいい。また、スクリメージラインを超えない限り、前方に動いても可｛1人だけが動ける。前方は不可｝。
- パントやプレースキックで相手チームのエンドゾーンに入ったボールがボールデッドになった時（フィールドゴールで得点した場合や、ゴールポストに当たった場合は除く）、キックしたチームに1点が与えられる（シングル、またはルージュと呼ばれる）。｛タッチバックとなる｝
- フェアキャッチがない。｛キックオフやパントの際、ボールをキャッチしようとする相手チームの選手は、ボールが空中にある間に手を振ってフェアキャッチの意思表示をすると、タックルを避けることができる。ただし、そのままボールを持って敵陣へ前進すること（リターン）はできずプレーが停止。フェアキャッチ後はスナップで試合が再開されるが、NFLなどではフリーキックの一種であるフェアキャッチキックを選択することもできる｝。
  - フェアキャッチがない代わりに、ボールを蹴った側のチームは（蹴った選手と、蹴った時にその選手より後ろにいた選手は除く）は、ボールをキャッチしようとする相手チームの選手から5ヤード以内に近づけないというルールがある。